# سالفاتيرا دي مينيو
بلدية سالفاتيرا دي مينيو (بالإسبانية: Salvatierra de Miño) هي بلدية تقع في مقاطعة بونتيفيدرا التابعة لمنطقة غاليسيا شمال غرب إسبانيا.

## الديموغرافيا
يبلغ عدد سكان بلدية سالفاتيرا دي مينيو 9.546 نسمة عام 2011 (وفقاً للمعهد الوطني للإحصاء الإسباني).
| 8.778 | 8.453 | 8.240 | 8.375 | 8.761 | 9.293 | 9.546 |